# Eubazus tricoloripes
Eubazus tricoloripes är en stekelart som beskrevs av Van Achterberg 2000. Eubazus tricoloripes ingår i släktet Eubazus och familjen bracksteklar. Inga underarter finns listade i Catalogue of Life.